# Iron

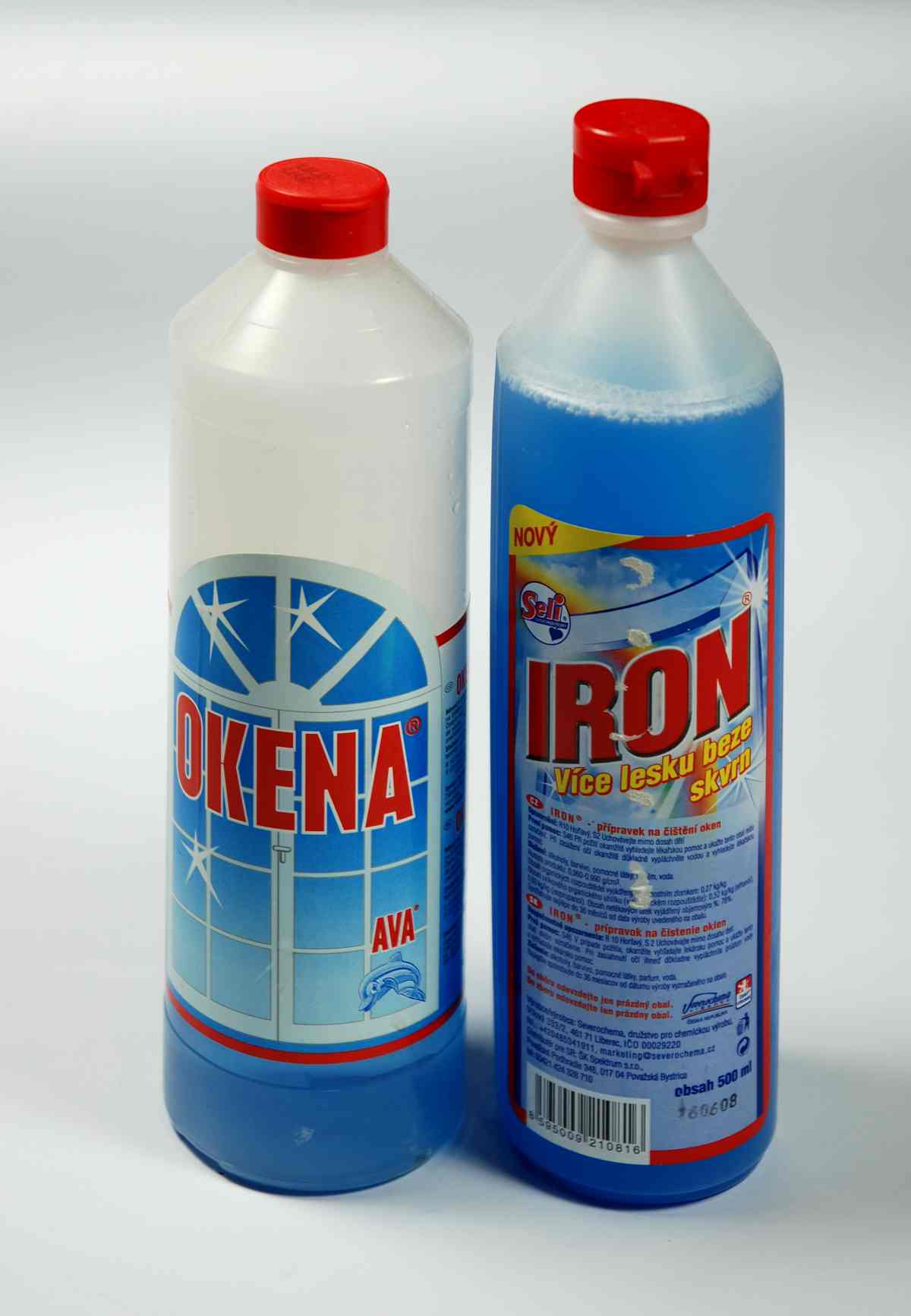
Iron a Okena

Iron a Okena jsou obchodní názvy pro čisticí prostředky k rozleštění šmouh na umytých oknech. Jedná se o tekutinu azurově modré barvy, jejímž základem je ethanol, barvivo a voda. Iron vyrábí česká společnost Severochema.
Přesto, že prostředek není určen ke konzumaci a jeho požívání může být zdraví nebezpečné, někteří lidé, zvláště těžcí alkoholici a narkomani, ho kvůli obsahu ethanolu a nízké ceně pijí jakožto levnou náhražku konzumních alkoholických nápojů.